# オルダーソン円盤

オルダーソン円盤の模式図

オルダーソン円盤   （オルダーソンえんばん、英：Alderson disk）とはラリー・ニーヴンのリングワールドやダイソン球のような天文学的サイズの架空の円盤である。提唱者であるダン・オルダーソンにちなんで名付けられた。

## 概要
オルダーソン円盤は厚さが数千マイルの巨大な平たいレコードやCDのような形状をしている。 太陽は円盤の中心の穴にあり、 円盤の外周は火星または木星の軌道とほぼ同等。 提案によれば、十分に大きなディスクはその太陽よりも大きな質量を持つことになる。 
中心の穴の周囲の縁は、大気が太陽に流れていくのを防ぐため高さ1000マイル(1600km)の壁に囲まれている。 外側の場合も縁自体が大気を閉じ込める。 
円盤にかかる機械的応力は、既知の材料が耐えることができるものをはるかに超えているため、材料および建設工学が十分に進歩するまで、そのような構造を探索工学の領域に委ねられる。   この規模の巨大構造を構築するには、太陽系に存在する物質の量をはるかに超える量の物質が必要である。 

### 生命の居住
円盤の外側と内側のどちら側でも生命は居住可能である。しかし、内側では太陽に近すぎれば高温のため何らかの防護手段なしでは生命の居住は困難である。 逆に太陽から遠く離れすぎても温度が低すぎれば生命の居住は困難である。したがってこのような円盤全体を居住可能にするには、膨大な数の生命維持システムを用意する必要がある。そのようなシステムがなくても居住可能な表面積は地球の数千万倍に相当する。 

### ロバート・フレイタスによる試算
カリフォルニアの分子製造研究所の上級研究員ロバート・フレイタスは1979年の著書「Xenology」でオルダーソン円盤の数値を試算した。内端から外端までの年輪幅は約3億7000万マイル(約6億km)、円盤の厚さは約3,000マイル(約4800km)の想定していた。比較の例を挙げれば地球の半径は約4,000マイル(約6000km)である。
フレイタスはその後、水の平均物質密度を想定した。これは1立方フィート(30立方cm)あたり62.4ポンド(28kg)である。「水は、通常の物理物質の固い塊を含む大規模な概算推定を行うときに使用するのに適した「典型的な」密度である」とフレイタスは説明した。これらの数値に基づくと、このオルダーソン円盤は13Decillionポンドの質量を有する。つまり、13個のゼロの後ろに33個のゼロが付く。これは太陽の3,000倍の質量である。

### 昼と夜
太陽の位置は静止しており変化しないため昼夜のサイクルはなく、円盤世界では黄昏だけである。 これは太陽を円盤内で上下に動かし、最初に一方を、次にもう一方を照らすことで解決できる 。 
フレイタスは後述の高出力ガンマ線レーザーによって恒星の位置を動かすことを提案した。

### 問題点
オルダーソン円盤にはいくつかの工学上の問題点が考えられる。
- オックスフォード大学Future of Humanity Instituteの研究員であるアンダース・サンドバーグは円盤自身の質量による重力で円盤はトーラス型(ドーナツ型)に歪むだろうと述べた。円盤全体の質量は膨大であるため、恒星をブラックホールに崩壊させるのに十分な質量がある。これは円盤に住民を居住させるためには十分な質量が必要だが、重過ぎれば自重で崩壊してしまうというジレンマである。

- また、円盤と恒星が互いに近づきすぎるのを防ぐ必要がある。円盤は恒星よりも重いため、恒星は中央の穴に落ち着き静止した状態となる。しかし、分子雲の通過などによって不安定性が生じた場合に何らかの保護策が必要となる。フレイタスは高出力ガンマ線レーザーを円盤の内側の端に配置することを提案した。恒星に対してレーザーを照射し、領域を過熱することで推力を発生させ、星を意図した方向に微調整する[1]。

- 他には、重力の関係で円盤の外側に近づくにつれて上り坂のようになる。この問題についてYouTubeの科学チャンネル『Science & Futurism With Isaac Arthur (SFIA)』でIsaac Arthurは円盤の端の側の質量を増やすことを提案している。たとえば円盤の内部に中空のパイプラインを設置し、内側は軽い液体、外側はより重い液体を流すといったアイデアを提示している[4]。

- 恒星を上下に動かして昼夜を作る場合、恒星が移動することによって太陽フレアなどが発生したりする可能性や、重力の変動は住民達にとって重大な被害をもたらす可能性がある[5]。

- 生命が居住可能な領域においても問題が考えられる。領域の内側で樹木や植物が生い茂ることにより光が遮られた結果、より外側では植物が育たない可能性がある。この問題については、恒星を上下に動かす方法や、円盤の形状を外側になるほど厚みが増すすり鉢状にする事で多少は軽減できるかもしれない。

## フィクションにおけるオルダーソン円盤
- 1974年、SF作家のラリー・ニーヴンはSFエッセイ『巨大な世界』でオルダーソン円盤を紹介している [3]。

「この平円盤世界は、ゴシックものや剣と魔法小説に、すばらしい舞台を提供してくれるだろう。大気は正常だし、ほんものの怪物もいる。考えてみたまえ。われわれが住めるのは、円盤上の、太陽から適当な距離にある一部分だけなのだ。もっと暑い地域や寒い地域に住む異星人と、円盤を共有するわけだから、建造の費用も割り勘にすればいい。水星人や金星人は太陽に近いほう、火星人は外縁のほう、他の星系からきた異星人たちも、それぞれ自分に合った場所で生活する。数万年もたつうちには、変異と適応が生じて、人口希薄な辺境にも移り住むものが出るだろう。ここで、文明が崩壊すると、話はいくらでもおぞましく興味深いものになっていく……」
- テリー・プラチェット1981年の小説『Strata (小説)（英語版）』では人類と異星人によるチームが円盤状の世界に漂着してしまう。円盤世界では中世のような社会が存在しており、円盤の制御システムの故障による大規模な気候変動に怯え世界の終焉を信じる住民がいた。そして「魔法」の怪物やアイテム、空飛ぶ絨毯といったものまで存在していたが、これらは高度な技術によって実現されていた。また、プラチェットは後に円盤状の世界を舞台にしたファンタジー小説ディスクワールドシリーズを書いている。

- 米国のコミック出版社マリブコミック社のウルトラバースの顕著な特徴がオルダースン円盤だった。この宇宙でゴッドホイール (Godwheel)と呼ばれている円盤は表裏で2つの世界に分かれていた。一方の面はテクノロジーを使用し、もう一方の面は魔法を使用していた。

- SF世界を構築する共同創作webサイトOrion's Armには未知の古代のエイリアンが遺したオルダーソン円盤である『RAK Mesba』がある。円盤の規模は液体としての水が存在可能な領域のみに絞られている。恒星の極の先に大型の鏡が存在し、20.5時間の1日を作り出している[7]。

- オルダーソン円盤に似た円盤状の惑星（はるかに小さい）バージョンがアメリカのWest End Games社のTRPG『トーグ』に登場する。中世のようなファンタジーの世界「アイル」のホームワールドとして機能した。オルダーソン円盤とは対照的に、アイルの「ディスクワールド」はファンタジーの物理の法則に従って動作する。これには、ディスクを横方向に二分する「重力平面」が含まれる。 アイルのディスクワールドには動く太陽と複数の内層があった。 内部層と同様に円盤の両側に居住していた。

- チャールズ・ストロスの『ミサイル・ギャップ』は1962年の地球が、突如オルダーソン円盤の上に移動させられてしまうという短編小説である。球面である地球の大陸が平面であるオルダーソン円盤にそっくりそのまま配置されてしまうため多くの問題が発生する。当時は宇宙開発時代だったが、人工衛星、宇宙ロケット、ICBMなども使用できなくなってしまう。

- イアン・マクドナルドの小説『Empress of the Sun』はすべての質量がオルダーソン円盤に変換された太陽系の平行宇宙を舞台としている。この円盤には恐竜から進化した生物が存在し、円盤の中心の太陽は揺れ動く。

- マーベル・スタジオの映画『アベンジャーズ/インフィニティ・ウォー』ではドワーフの母星であるニダベリア(Nidavellir)は、中性子星の周りを同心円状に囲んだ何層もの帯状のリングであるため、面が揃うと円盤のようにも見える。星のエネルギーを使った鍛冶を行うために作られており、表面に人が住んでいるわけではない。

## 参照資料
1. 1 2 3 4  “Could We Build a Disk Bigger Than a Star?” (2014年8月5日). 2020年1月10日閲覧。
2. ↑  Wegert (2014年2月1日). “Spirit Guides from the Future”.   Author House. 2020年1月10日閲覧。
3. 1 2  Niven, Larry (1974). “Bigger Than Worlds”. A Hole in Space. New York: Ballantine Books. pp. 123–124. ASIN B002B1MS6U This essay was first published in Analog magazine (1974), and is also anthologised in Playgrounds of the Mind.
4. ↑  “Megastructures: Flat Earths”.   YouTube. 2020年1月10日閲覧。
5. ↑  “Could an Alderson Disk be habitable?”.   Worldbuilding. 2020年1月10日閲覧。
6. ↑  “『スモーク・リング』　解説　大野万紀”. THATTA ONLINE. 2020年1月9日閲覧。
7. ↑  “Rak Mesba”. Orion's Arm - Encyclopedia Galactica. 2019年6月20日閲覧。